# Hans Kolbe (Funktionär)
Hans Kolbe (* 5. Juli 1907 in Bayreuth) war ein nationalsozialistischer Funktionär, der 1936 zum Landeskulturwalter ernannt und ab 1937 das Reichspropagandaamt im Gau Bayerische Ostmark in Bayreuth leitete.

## Leben
Kolbe trat zum 1. Mai 1931 der NSDAP bei (Mitgliedsnummer 536.409), er war Gau-Propagandaleiter der Partei und gleichzeitig ab 1935 Landeskulturwalter des Reichskultursenats. Als 1937 in Bayreuth das Reichspropagandaamt aus der Landesstelle Bayerische Ostmark des Reichsministeriums für Volksaufklärung und Propaganda gebildet wurde, übernahm er dessen Leitung. Kolbe stand auf der Einheitsliste (Liste des Führers) zur Reichstagswahl 1938, zog aber nicht in den Reichstag ein.

## Ehrungen
- 1943: Goldenes Parteiabzeichen der NSDAP